# Saltå kvarn
Saltå Kvarn Aktiebolag är ett svenskt livsmedelsföretag som tillverkar och säljer biodynamisk och ekologisk mat.
Företaget ägs i majoritet av Steneken Holding AB, som i sin tur ägs av den antroposofiska Vidarstiftelsen.

## Historik
På 1940-talet uppfördes det en internatskola för pojkar med särskilda behov i Järna. År 1962 grundade Carl Emil Sörgärde ett bageri och levererade biodynamisk bröd till skolan. Bageriet blev så populärt bland eleverna och lokalbefolkningen att Sörgärde och bageriet kunde dock inte hantera den ökade efterfrågan. Sörgärde tvingades då att köpa den intilliggande kvarnen två år senare. År 1970 expanderade företaget när det uppförde Saltå Bageri, som är fortfarande igång.
År 2008 belönades företaget med utmärkelsen Årets uppstickare, som delades ut av Lantbrukarnas riksförbund.